# وولکن‌اشتاین (ارتسگبیرگه)
شهر وولکن‌اشتاین (به آلمانی: Wolkenstein) در ایالت زاکسن در کشور آلمان واقع شده‌است.